# USS Shoup (DDG-86)
USS Shoup (DDG-86) je torpédoborec třídy Arleigh Burke Námořnictva Spojených států amerických. Svůj název nese po generálovi Davidu Monroe Shoupovi, 22. veliteli Námořní pěchoty.

## Stavba
Stavba lodi začala v prosinci 1999 ve společnosti Ingalls Shipbuilding a na vodu byla spuštěna v listopadu 2000. V prosinci 2001 loď vyplula do Mexického zálivu na své první zkoušky a společnost Northtrop Grumman ji námořnictvu doručila v únoru 2002. V červnu téhož roku byla loď uvedena do služby v terminálu 37 přístavu v Seattlu. Jejím nynějším domovským přístavem je Everett.

## Služba

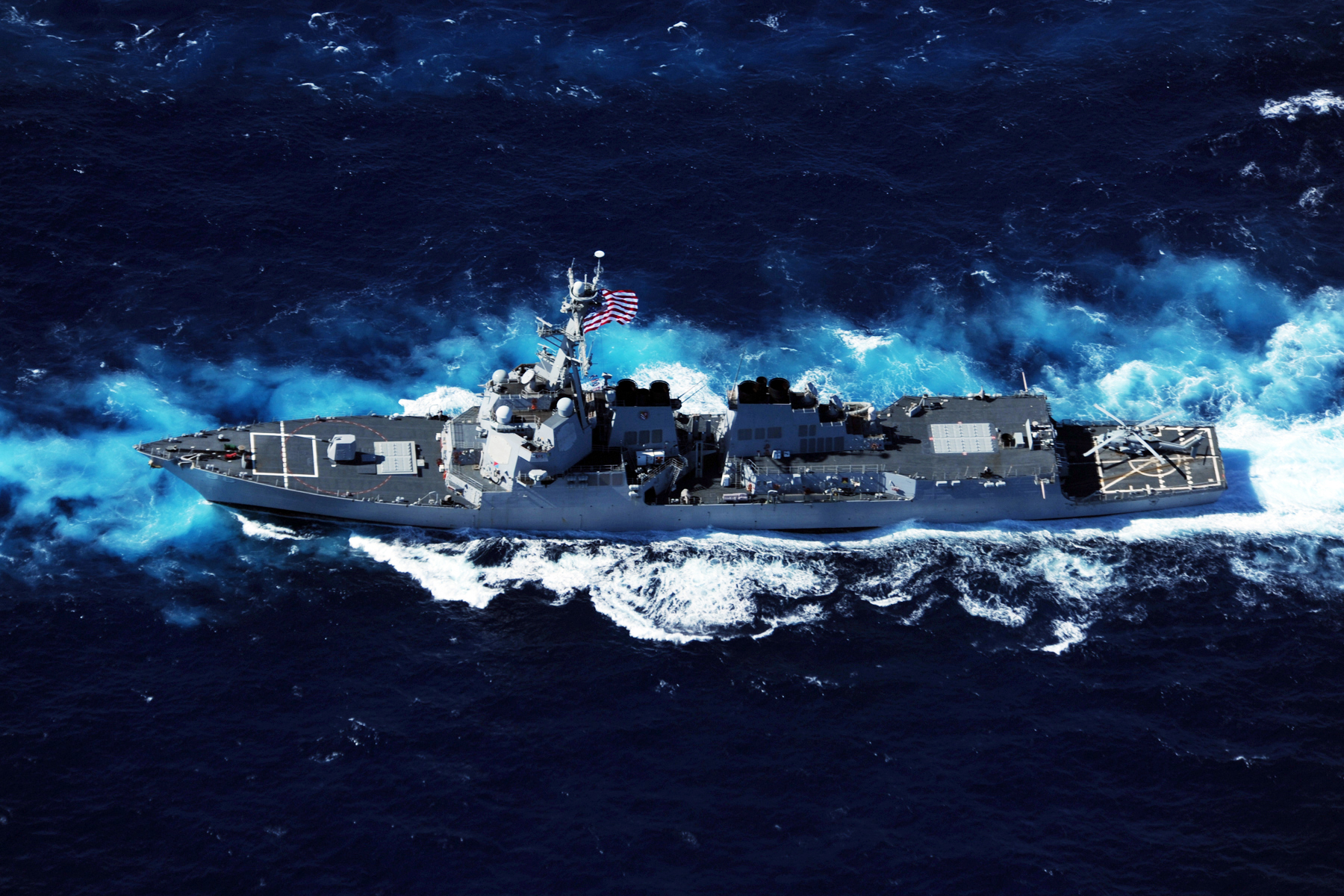
USS Shoup v Pacifiku v roce 2010

V červenci 2002 se loď úspěšně zúčastnila provozní evaluace protiletadlových řízených střel moře-vzduch RIM-162 ESSM, které při testech vypálila dvakrát.
V lednu 2005 se po tsunami v Jihovýchodní Asii zúčastnila Operace Unified Assistance. Později byla použita jako místo natáčení filmu Transformers z roku 2007.
V srpnu 2010 se Shoup nedaleko kalifornského Oceanside srazil s civilní lodí. Zatímco sama vyvázla bez poškození, trup šestimetrové civilní lodi byl poškozen, ale nikdo na palubě nebyl zraněn.
V lednu 2011 loď pomáhala Jihokorejskému námořnictvu při záchraně piráty přepadeného tankeru s chemikáliemi v Arabském moři (Operace Dawn of Gulf of Aden). Kapitán tankeru byl postřelen piráty, kteří loď ukořistili a helikoptéry z USS Shoup byly použity k jeho evakuaci na místo rychlého lékařského ošetření.